# Triglavka
Triglavka je preprosto partizansko pokrivalo, ozke in podolgovate oblike, značilno za slovenske partizane. Gledano od spredaj ima trikotno obliko; gledano s strani pa ima tri vrhove, ki simbolizirajo Triglav. Triglavka je tako moško, kot žensko pokrivalo.